# Station Konstanz
Station Konstanz is een spoorwegstation in de Duitse grensstad Konstanz, dat bestaat uit een Duits en Zwitsers gedeelte. Het station werd in 1863 geopend en kreeg in 1871 een aansluiting op het Zwitserse spoorwegnet.  

## Treinverbindingen
| Serie | Treinsoort       | Route                                            | Bijzonderheden |
| ----- | ---------------- | ------------------------------------------------ | -------------- |
| IR 75 | InterRegio (SBB) | Luzern – Zug – Zürich HB – Winterthur – Konstanz |                |